# 사운드트랙
사운드트랙(soundtrack 또는 sound track)은 영화, 드라마, 텔레비전 프로그램, 라디오 프로그램, 비디오 게임의 이미지에 동기화 녹음된 음악이다.

## 용어
영화 산업에서 사운드트랙은 영화 제작이나 후반 작업 중에 만들어지거나 사용되었던 오디오 레코딩을 말한다.
OST(오리지널 사운드 트랙)라는 용어는 CD와 같은 음반 매개체의 음악 사운드 트랙을 나타내는데 쓰인다.
영화나 게임 등의 BGM, OST 등을 담은 앨범.

## 유명해지는 대표 예
FIFA 시리즈 사운드트랙에 곡이 삽입될 경우 유명세를 타는 경우이다.
예를 들어 터키 밴드 망가는 피파 2006에 Bir kadin Cikeceksin 곡이 삽입되어 세계적으로 매우 큰 유명세를 탔다.

## 같이 보기
- 영화 음악